# Eudokia
Eudokia, Eudocja, Flavia Eudocia (439–474?) – starsza córka cesarza Walentyniana III, żona Palladiusza, syna cesarza Petroniusza Maksymusa, a także Huneryka, syna króla Wandalów Genzeryka. Jej młodszą siostrą była Placydia, żona cesarza Olibriusza.
W 442 Walentynian III zawarł pokój z Wandalami, którzy w 439 zajęli bez walki Kartaginę i zaczęli atakować Sycylię i wybrzeża Italii. Oprócz uznania władzy Genzeryka w Afryce i gwarancji dostaw pszenicy do Rzymu porozumienie obejmowało również zaręczyny cesarskiej córki z Hunerykiem, wandalskim następcą tronu. Ze względu na młody wiek Eudokii (miała zaledwie kilka lat), małżeństwo przesunięto w czasie. Poza tym Huneryk w tym czasie pozostawał w związku z księżniczką wizygocką, córką Teodoryka I.
Po zamordowaniu jej ojca Walentyniana III rozpoczęła się walka o władzę nad zachodnią częścią imperium. W tej walce Petroniusz Maksymus wspierał pieniędzmi zarówno Maksymiana jak i Majoriana, a dla wzmocnienia swojej pozycji zmusił do ślubu wdowę po Walentynianie Licynię Eudoksję, zaś jej córkę Eudokię przymusił do ślubu ze swoim synem Palladiuszem, mimo że już wcześniej była ona zaręczona z Hunerykiem. Z tego powodu, być może przy pomocy samej Eudokii, Genzeryk najechał Italię i zdobył Rzym 3 czerwca 455. Petroniusz i Palladiusz zostali zamordowani przez Rzymian, gdy próbowali ucieczki przed Wandalami. Genzeryk wywiózł Eudokię oraz jej matkę i siostrę do Afryki, gdzie wkrótce Eudokia została żoną Huneryka.
Małżeństwo z Hunerykiem zostało zawarte prawdopodobnie pod koniec 456. Eudokia urodziła około 460 syna Hilderyka ostatniego prawowitego króla Wandalów (523–530). Oprócz Hilderyka urodziła jeszcze kilku synów. Po 16 latach małżeństwa prawdopodobnie w 472 uciekła od męża i udała się do Jerozolimy i tam pozostała do śmierci. Powodem rozstania miały być względy religijne, to znaczy ariańskie wyznanie Huneryka. Porzucony król wandalski zażądał od cesarza wschodniorzymskiego Zenona zwrotu majątku żony.
Wywód przodków:
| 4. Konstancjusz III    |  |                     |  |  |            |
|                        |  | 2. Walentynian III  |  |  |            |
| 5. Elia Galla Placydia |  |                     |  |  |            |
|                        |  |                     |  |  | 1. Eudokia |
| 6. Teodozjusz II       |  |                     |  |  |            |
|                        |  | 3. Licynia Eudoksja |  |  |            |
| 7. Atena Eudokia       |  |                     |  |  |            |
|                        |  |                     |  |  |            |